# Łanięta (Łódź)
Łanięta is een dorp in het Poolse woiwodschap Łódź, in het district Kutnowski. De plaats maakt deel uit van de gemeente Łanięta.